# Julius Koch
Pour les articles homonymes, voir Koch et Constantin.
Julius Koch, aussi connu sous le nom du Géant Constantin, né en 1872 et mort le 30 mars 1902 à Mons en Belgique, est l'une des dix-sept personnes de l'histoire médicale à avoir dépassé la taille de 2,44 m. 
Affecté de gigantisme, il mesurait entre 246 et 256 cm selon les sources,. Il a été amputé de la jambe droite vers 1901 après avoir développé une gangrène symétrique des deux pieds.
Il a notamment figuré dans le court métrage, The Giant Constantin sorti en 1902.
Son squelette est conservé au Musée d'histoire naturelle de Mons.